# Ouled Fayet
Ouled Fayet (em árabe: أولاد فايت) é uma comuna localizada na província de Argel, no norte da Argélia. Em 2008, sua população era de 27 593 habitantes.